# 그레고리 스미스 (배우)
그레고리 스미스(Gregory Smith, 1983년 7월 6일 ~ )는 캐나다의 배우이다.

## 출연 작품
- 사랑의 마을 에버우드
- 스몰 솔저
- 패트리어트